# Entalophora symmetrica
Entalophora symmetrica är en mossdjursart som beskrevs av Osburn 1953. Entalophora symmetrica ingår i släktet Entalophora och familjen Entalophoridae. Inga underarter finns listade i Catalogue of Life.